# جون داوكنز
جون داوكنز هو سياسي أسترالي، ولد في 2 مارس 1947 في برث في أستراليا. نشط حزبياً في حزب العمال الأسترالي.

## مناصب
- انتخب عضو مجلس النواب الأسترالي ‏ عن دائرة Division of Fremantle [الإنجليزية]‏ (10 ديسمبر 1977 – 4 فبراير 1994).
- انتخب وزير التجارة [الإنجليزية]‏ (13 ديسمبر 1984 – 24 يوليو 1987).
- انتخب وزير التعليم [الإنجليزية]‏ (24 يوليو 1987 – 27 ديسمبر 1991).
- انتخب أمين صندوق أستراليا [الإنجليزية]‏ (27 ديسمبر 1991 – 22 ديسمبر 1993).
- انتخب Minister for Finance (Australia) [الإنجليزية]‏ (11 مارس 1983 – 13 ديسمبر 1984).
- انتخب عضو مجلس النواب الأسترالي ‏ عن دائرة Division of Tangney [الإنجليزية]‏ (18 مايو 1974 – 13 ديسمبر 1975).